# Malad City
Malad City è una città degli Stati Uniti d'America, situata nello Stato dell'Idaho, nella Contea di Oneida, della quale è anche il capoluogo.